# فرید مسرور
فرید مسرور (به انگلیسی: Farid Masrour) پزشک، فیلسوف و دانشمند علوم شناختی ایرانی ساکن ایالات متحده آمریکا، فعال در زمینه فلسفه ذهن و معرفت‌شناسی است. مسرور استاد فلسفه تحلیلی در دانشگاه ویسکانسین-مدیسن است.

## زندگی و تحصیلات
فرید مسرور در سال ۱۳۶۹ در رشته پزشکی دانشگاه علوم پزشکی تهران پذیرفته شد. در سال ۱۳۷۷ دکترای پزشکی خود را از این دانشگاه دریافت و جهت تحصیل در رشته فلسفه راهی ایالات متحده آمریکا شد.
وی  در سال ۱۳۸۷ از تز دکترای فلسفه خود در دانشگاه آریزونا دفاع کرد. پس از آن به مدت دو سال در دانشگاه نیویورک و چهار سال در دانشگاه هاروارد به‌عنوان پسادکتری مشغول به تدریس و پژوهش بود.
مسرور در حال حاضر استاد فلسفه در دانشگاه ویسکانسین-مدیسن است.

## رهیافتهای فلسفی
تخصص دکتر مسرور در فلسفه ذهن، فلسفه علوم شناختی، معرفت‌شناسی و فلسفه کانت است. پژوهش‌های جاری او در زمینه طبیعت متافیزیکی تجربه ادراکی و رابطه آن با شناخت است. وی همچنین در زمینه محتوای ادراکی و فنومنولوژی ادراکی، نقش تجربه ادراکی در توجیه باورها، تمامیت حسی و یکپارچگیِ تجربه آگاهانه به پژوهش پرداخته است.
مسرور به اتخاذ رویکردی بین‌رشته‌ای شهره است و معتقد است که به کارگیری روش‌های تحلیلی فلسفه معاصر در کنار ایده‌های کانت، بصیرت‌های سنت پدیدارشناختی و شواهد فراهم آمده از روانشناسی و علوم اعصاب، به ارائه تصویری یکپارچه در خصوص مسائل فلسفه ذهن خواهد انجامید.

## مقالات مهم
- Farid Masrour (2016). Space Perception, Visual Dissonance and the Fate of Standard Representationalism.
- Farid Masrour (2015). The Geometry of Visual Space and the Nature of Visual Experience.